# Coenosia purgatoria
Coenosia purgatoria este o specie de muște din genul Coenosia, familia Muscidae, descrisă de Frederick Wollaston Hutton în anul 1901. Conform Catalogue of Life specia Coenosia purgatoria nu are subspecii cunoscute.